# آب‌انبار اختر
آب‌انبار اختر اثری تاریخی مربوط به صدر اسلام است و در شهرستان کنگان، بخش مرکزی، دهستان طاهری، روستای اختر واقع شده و این اثر در تاریخ ۲۸ اسفند ۱۳۸۵ با شمارهٔ ثبت ۱۸۷۱۸ به‌عنوان یکی از آثار ملی ایران به ثبت رسیده است.